# Labaro

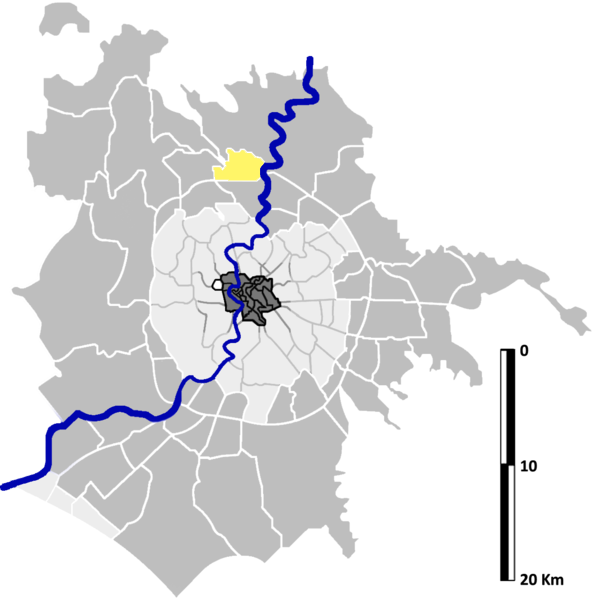
Lage von Labaro in Rom

Labaro bezeichnet die 57. Zone, abgekürzt als Z.LVII, der italienischen Hauptstadt Rom. Im Gegensatz zu den Rioni, Quartieri und Suburbi sind es die ländlicheren Gebiete von Rom. Sie gehört zum Municipio XV und zählt 16.305 Einwohner (2016). Sie befindet sich im Norden der Stadt außerhalb der römischen Ringautobahn A90 und hat eine Fläche von 9,1398 km².

## Geschichte
Labaro wurde am 13. September 1961 durch Beschluss des Commissario Straordinario gegründet. Damals wurde der Ager Romanus in 59 Zonen geteilt, denen eine römische Zahl zugeteilt wurde und ein Z vorgestellt wurde. Davon wurden sechs an die neugegründete Gemeinde Fiumicino komplett ausgegliedert und drei weitere teilweise.